# Віллі Рідель
Віллі Рідель (нім. Willy Riedel; 10 листопада 1909, Лігніц — 10 лютого 1982, Потсдам) — німецький офіцер, майор вермахту (25 січня 1943), оберст національної народної армії. Кавалер Лицарського хреста Залізного хреста з дубовим листям.

## Біографія
В 1929 році вступив поліцію порядку. В 1935 році перейшов у вермахт. Учасник Польської кампанії, командир взводу 84-го піхотного полку. З 1 лютого 1940 року — командир роти. Учасник Французької кампанії і Німецько-радянської війни. В кінці 1941 року переведений в 524-й піхотний полк, восени 1942 року очолив 3-й батальйон. Відзначився під час Сталінградської битви. Був важко поранений осколком гранати і потрапив в радянський полон. В листопаді 1947 року звільнений і повернувся в Східну Німеччину, де вступив в казарменну народну поліцію. З 1952 року — комендант казарм поліції в Пренцлау. З 1956 року — заступник керівника Військової академії в Потсдамі. В жовтні 1961 року звільнений під впливом штазі, оскільки Рідель відмовився шпигувати за іншими офіцерами і доносити на них.

## Нагороди
- Медаль «За вислугу років у Вермахті» 4-го класу (4 роки)
- Залізний хрест
  - 2-го класу (13 листопада 1939)
  - 1-го класу (3 липня 1940)
- Штурмовий піхотний знак в сріблі
- Німецький хрест в золоті (30 травня 1942)
- Медаль «За зимову кампанію на Сході 1941/42»
- Нагрудний знак «За поранення» в чорному
- Лицарський хрест Залізного хреста з дубовим листям
  - лицарський хрест (8 жовтня 1942)
  - дубове листя (№186; 25 січня 1943)